# Sainte-Foy-Saint-Sulpice
Pour les articles homonymes, voir Sainte-Foy et Saint-Sulpice.
Sainte-Foy-Saint-Sulpice (en forézien : Sente-Fê-Sant-Serpis) est une commune française située dans le département de la Loire en région Auvergne-Rhône-Alpes, et faisant partie de Loire Forez Agglomération.

## Géographie

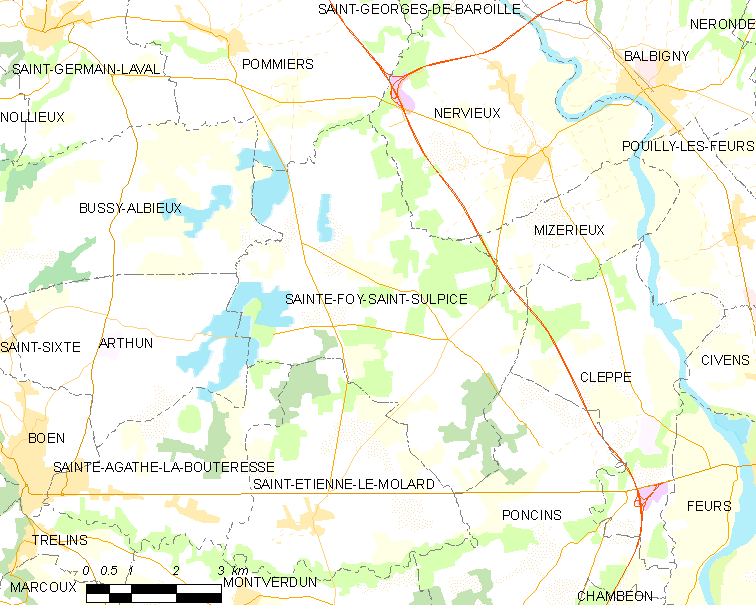
Localisation du village et des communes aux alentours.

Sainte-Foy-Saint-Sulpice fait partie du Forez.
| Bussy-Albieux               | Pommiers-en-Forez        | Nervieux       |
| Arthun                      | Sainte-Foy-Saint-Sulpice | Mizérieux      |
| Sainte-Agathe-la-Bouteresse | Saint-Étienne-le-Molard  | Cleppé Poncins |

### Climat
Pour des articles plus généraux, voir Climat d'Auvergne-Rhône-Alpes et Climat de la Loire.
En 2010, le climat de la commune est de type climat océanique dégradé des plaines du Centre et du Nord, selon une étude du Centre national de la recherche scientifique s'appuyant sur une série de données couvrant la période 1971-2000. En 2020, Météo-France publie une typologie des climats de la France métropolitaine dans laquelle la commune est exposée à un climat de montagne ou de marges de montagne et est dans la région climatique Nord-est du Massif Central, caractérisée par une pluviométrie annuelle de 800 à 1 200 mm, bien répartie dans l’année.
Pour la période 1971-2000, la température annuelle moyenne est de 10,7 °C, avec une amplitude thermique annuelle de 16,8 °C. Le cumul annuel moyen de précipitations est de 738 mm, avec 8,4 jours de précipitations en janvier et 6,8 jours en juillet. Pour la période 1991-2020, la température moyenne annuelle observée sur la station météorologique de Météo-France la plus proche, « Feurs », sur la commune de Feurs à 8 km à vol d'oiseau, est de 12,1 °C et le cumul annuel moyen de précipitations est de 650,3 mm,. Pour l'avenir, les paramètres climatiques de la commune estimés pour 2050 selon différents scénarios d'émission de gaz à effet de serre sont consultables sur un site dédié publié par Météo-France en novembre 2022.

## Urbanisme

### Typologie
Au 1er janvier 2024, Sainte-Foy-Saint-Sulpice est catégorisée commune rurale à habitat dispersé, selon la nouvelle grille communale de densité à sept niveaux définie par l'Insee en 2022.
Elle est située hors unité urbaine. Par ailleurs la commune fait partie de l'aire d'attraction de Feurs, dont elle est une commune de la couronne,. Cette aire, qui regroupe 16 communes, est catégorisée dans les aires de moins de 50 000 habitants,.

### Occupation des sols
L'occupation des sols de la commune, telle qu'elle ressort de la base de données européenne d’occupation biophysique des sols Corine Land Cover (CLC), est marquée par l'importance des territoires agricoles (68,8 % en 2018), en diminution par rapport à 1990 (71,8 %). La répartition détaillée en 2018 est la suivante : 
prairies (53,8 %), forêts (23,3 %), terres arables (10,1 %), eaux continentales (6,7 %), zones agricoles hétérogènes (4,9 %), zones urbanisées (1,2 %). L'évolution de l’occupation des sols de la commune et de ses infrastructures peut être observée sur les différentes représentations cartographiques du territoire : la carte de Cassini (XVIIIe siècle), la carte d'état-major (1820-1866) et les cartes ou photos aériennes de l'IGN pour la période actuelle (1950 à aujourd'hui).

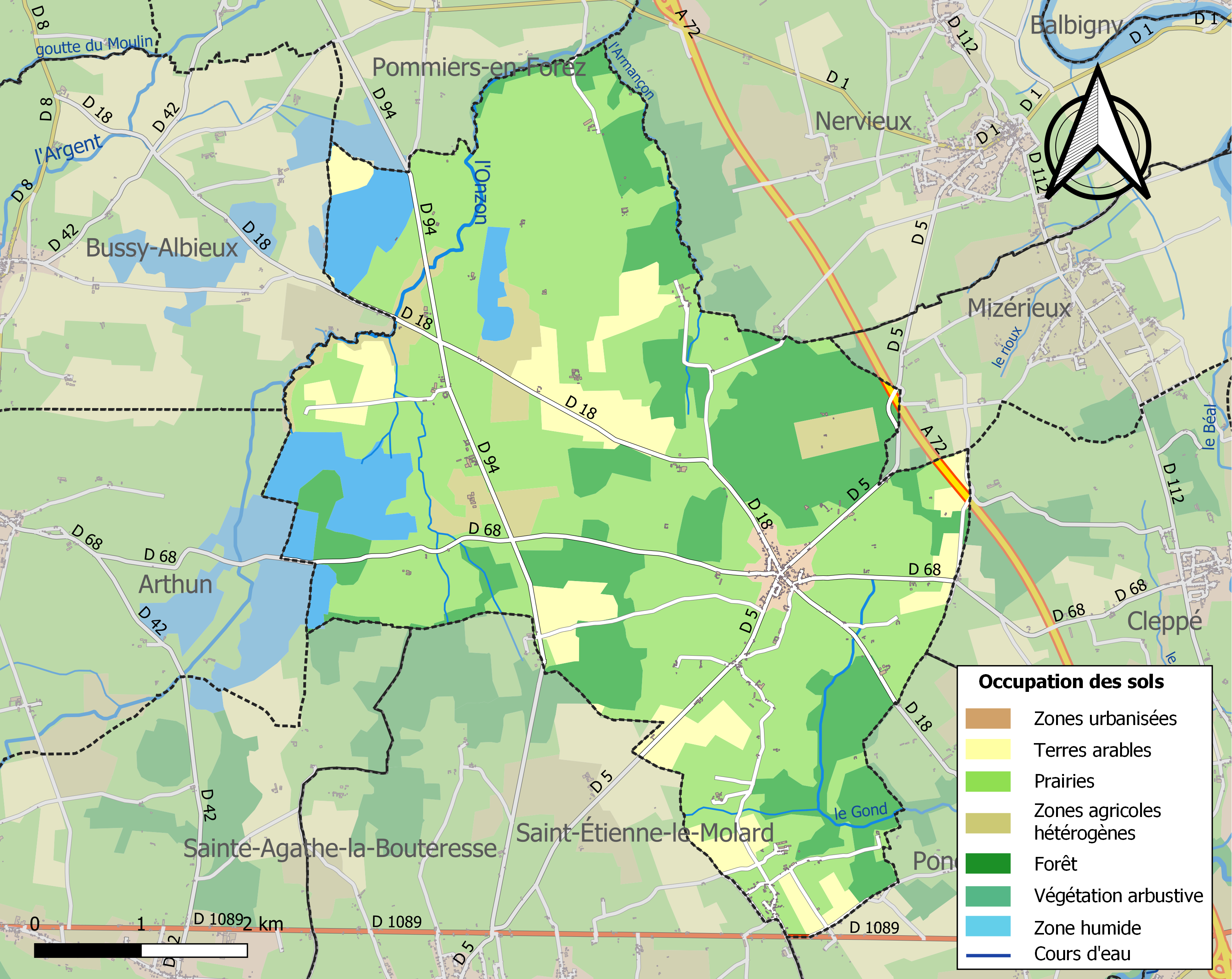
Carte des infrastructures et de l'occupation des sols de la commune en 2018 (CLC).

## Histoire
La récurrence en Roannais des toponymes dérivé de SARMATAS (Sermaize, Sermaise, Sermizelles) et la mention d'un préfet des sarmates en Gaule indiquent, selon toute vraisemblance, l'installation sur des zones publiques du fisc romain de colonies militaro-agraires constituées de Lètes sarmates au IVe – Ve siècles ap. J.-C. Ces unités d'élites de cavaliers-archers, regroupées autour d'un camp à Luré, fondèrent des villages (Sarmatiae) pour y installer leurs familles, cultivèrent la terre tout en assurant la surveillance du réseau routier.

## Politique et administration
| Période                                  | Période       | Identité          | Étiquette | Qualité |
| ---------------------------------------- | ------------- | ----------------- | --------- | ------- |
| Les données manquantes sont à compléter. |               |                   |           |         |
| mars 1983                                | juin 1995     | François Fayolle  |           |         |
| juin 1995                                | mars 2001     | Didier Perret     |           |         |
| mars 2001                                | mars 2014     | Jean-Luc Souzy    |           |         |
| mars 2014                                | novembre 2015 | Jean-Louis Pontus |           |         |
| novembre 2015                            | En cours      | Mickaël Miomandre |           |         |

Sainte-Foy-Saint-Sulpice faisait partie de la communauté de communes du Pays d'Astrée de 1995 à 2016 puis a intégré Loire Forez Agglomération.

## Démographie
L'évolution du nombre d'habitants est connue à travers les recensements de la population effectués dans la commune depuis 1793. Pour les communes de moins de 10 000 habitants, une enquête de recensement portant sur toute la population est réalisée tous les cinq ans, les populations de référence des années intermédiaires étant quant à elles estimées par interpolation ou extrapolation. Pour la commune, le premier recensement exhaustif entrant dans le cadre du nouveau dispositif a été réalisé en 2006.

En 2022, la commune comptait 565 habitants, en évolution de +9,92 % par rapport à 2016 (Loire : +1,32 %, France hors Mayotte : +2,11 %).
| 1793 | 1800 | 1806 | 1821 | 1831 | 1836 | 1841 | 1846 | 1851 |
| ---- | ---- | ---- | ---- | ---- | ---- | ---- | ---- | ---- |
| 418  | 390  | 134  | 420  | 417  | 454  | 422  | 430  | 408  |

| 1856 | 1861 | 1866 | 1872 | 1876 | 1881 | 1886 | 1891 | 1896 |
| ---- | ---- | ---- | ---- | ---- | ---- | ---- | ---- | ---- |
| 426  | 438  | 483  | 462  | 505  | 524  | 559  | 549  | 557  |

| 1901 | 1906 | 1911 | 1921 | 1926 | 1931 | 1936 | 1946 | 1954 |
| ---- | ---- | ---- | ---- | ---- | ---- | ---- | ---- | ---- |
| 550  | 552  | 535  | 502  | 465  | 448  | 454  | 415  | 388  |

| 1962 | 1968 | 1975 | 1982 | 1990 | 1999 | 2006 | 2011 | 2016 |
| ---- | ---- | ---- | ---- | ---- | ---- | ---- | ---- | ---- |
| 329  | 363  | 331  | 322  | 343  | 354  | 399  | 510  | 514  |

| 2021 | 2022 | - | - | - | - | - | - | - |
| ---- | ---- | - | - | - | - | - | - | - |
| 548  | 565  | - | - | - | - | - | - | - |

## Lieux et monuments

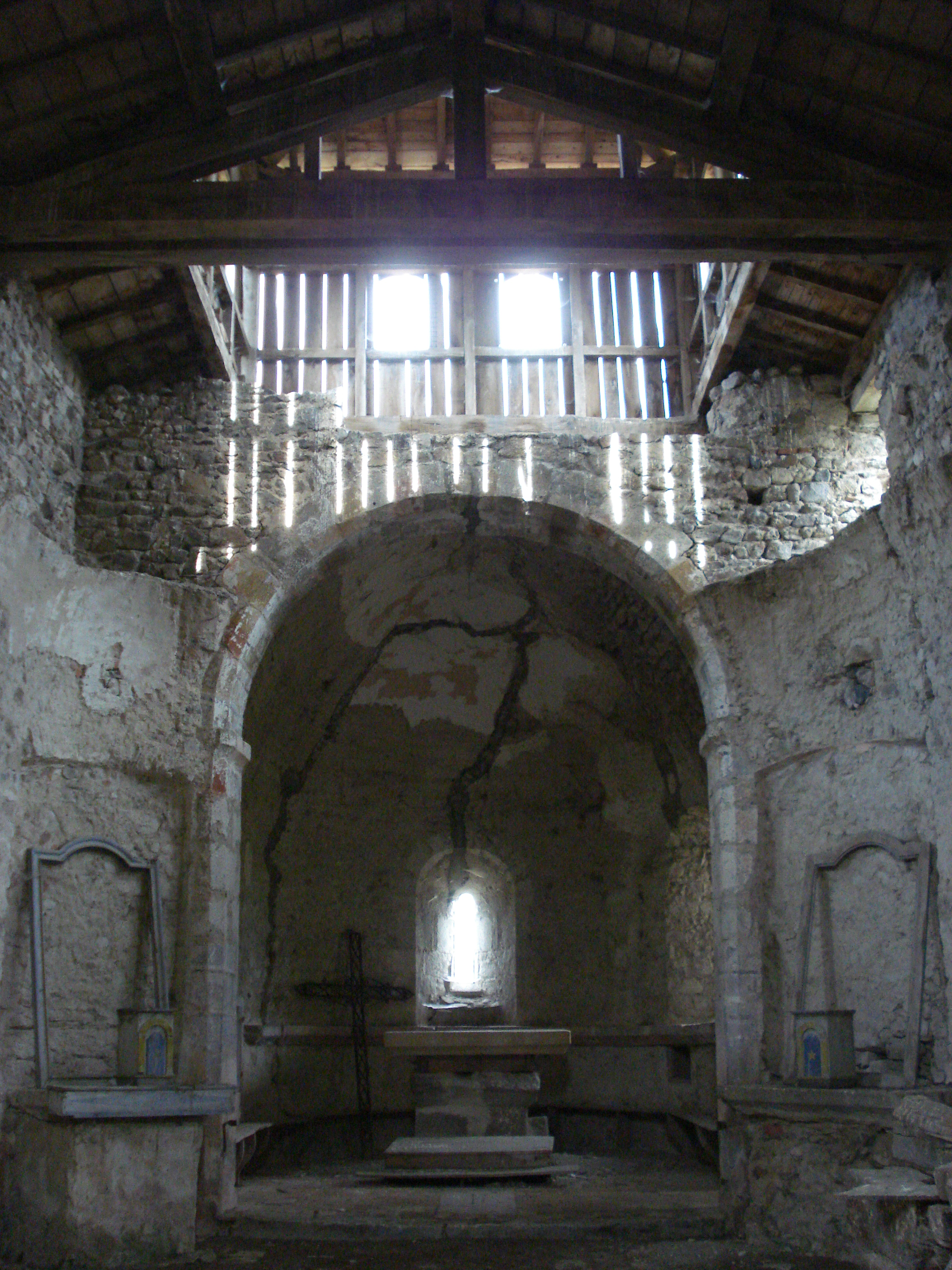
Sainte-Foy-Saint-Sulpice, état délabré de la chapelle Saint-Sulpice.

Historique et description de la commune réalisé par le dossier d'inventaire topographique établi en 2002, 2005 part Thierry MONNET et Caroline GUIBAUD dans le cadre de l'inventaire général du patrimoine culturel Région Rhône Alpes. Pour consulter, moteur de recherche : patrimoine dossier ia 42001187
- La chapelle Saint-Sulpice à Saint-Sulpice.
- La chapelle Ste Marguerite à Villedieu.
- Église Sainte-Foy de Sainte-Foy-Saint-Sulpice.
- Le château de Clurieux.
- Domaine de Geais (étudié) donne un exemple du goût de l'architecture pittoresque (1826).